# Homalia complanata
Homalia complanata là một loài Rêu trong họ Neckeraceae. Loài này được (Hedw.) De Not. miêu tả khoa học đầu tiên năm 1867.